# Národní investiční plán

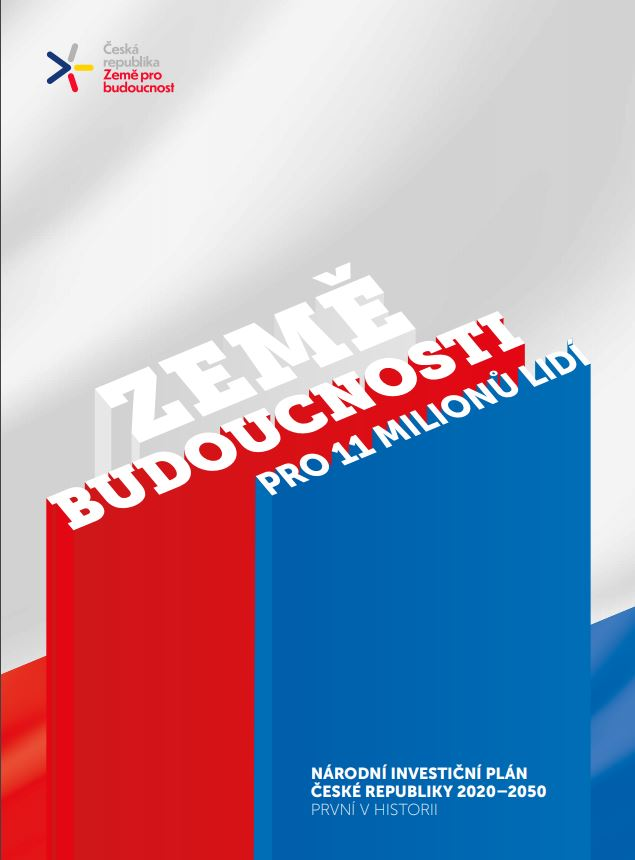
Národní investiční plán

Národní investiční plán (NIP) je investičním potenciálem České republiky do roku 2050. Jedná se o otevřený dokument. Premiér Andrej Babiš dne 16. prosince 2019 představil Národní investiční plán:

"Na jednom místě vláda roku 2019 shromáždila i pro vlády po roce 2019 ze svého pohledu zásadní investice, které vnímáme jako potřebné. Tento plán by měl sloužit příštím premiérům, ministrům, hejtmanům, primátorům, starostům, prostě všem veřejným investorům. A měl by být v budoucnu hlavním motorem růstu české ekonomiky. Prostě se už nesmí opakovat situace po roce 2009, kdy stát právě v době ekonomického ochlazení zaškrtil veřejné rozpočty, vzal lidem peníze a tím ekonomickou krizi ještě umocnil a neúměrně prodloužil. Je jasné, že v současné době dochází k ochlazení světových ekonomik, ale naše vláda udělá pravý opak toho, co udělala vláda v roce 2009. Nebudeme lidi strašit, a pokud by soukromý sektor méně investoval, tak právě stát bude investovat v daleko větší míře a převezme štafetu ekonomického růstu.
Za posledních 30 let čeští politici naprosto rezignovali na jakékoliv dlouhodobé plánování strategických investic,a nedokázali tak využít ohromný potenciál naší země a našich lidí, občanů České republiky. Smyslem Národního investičního plánu je shromáždění veškerého investičního potenciálu naší země na jednom místě. Vytvoří se zásobník investičních projektů, který by měli ministři, hejtmani, primátoři a starostové aktualizovat a z něj vybírat a realizovat je podle připravenosti a finančního krytí. Do budoucna by tyto investice měly být součástí jednotlivých státních rozpočtů, rozpočtů krajů, měst a obcí."
"Národní investiční plán na příštích 30 let je součástí naší strategie České republiky – země pro budoucnost," uvedl předseda vlády. Účelem je podle něj shromáždit veškerý investiční potenciál země na jednom místě, vytvořit hromadu projektů, z nichž by si měli vybrat ministři, starostové. Slouží určitě strategickému plánu rozvoje.
Předložený materiál představuje přehlednou databázi důležitých projektů z různých oborů na jednom místě. Národní investiční plán se nezabývá finančním zabezpečením, jedná se o databázi investic, uvedl premiér. "Hlavní věc je, že se připravují projekty. Než bude vyřešeno celé financování, musí ministr vědět, co řídit a začít se připravovat, i když ještě nemá peníze," řekl Babiš. "Je to také silný argument pro jednání s Bruselem o sedmiletém finančním rámci od roku 2021 do roku 2027. A bude to také inspirace pro Národní rozvojový fond," uvedl předseda vlády. Dodal, že si mohou vybrat konkrétní investice.

## Smysl Národního investičního plánu
"Smyslem Národního investičního plánu rozhodně není diktovat konkrétní investice, ale nastavit dlouhodobě udržitelná, transparentní pravidla veřejného investování. Jde o živý dokument. Předpokládá, že v průběhu času dojde k jeho postupnému upravování a zpřesňování. Projekty budou muset projít prioritizací, evaluací. Dále na základě mapování investičních potřeb budou doplňovány nové projekty tak, jak se budou vyvíjet potřeby země. Národní investiční plán bude do budoucna zásobníkem i již připravených projektů k realizaci.
Národní investiční plán (NIP) představuje souhrn investičního potenciálu naší země. Proto je živým, průběžně aktualizovaným dokumentem. Je tedy nezbytné, aby byl maximálně pružný v návaznosti na nově vznikající investiční potřeby, na změny v oblasti makroekonomické situace ovlivňující absorpční schopnost ekonomiky a zdrojovou stránku investic, stejně jako na mezinárodní situaci, která přináší příležitosti, ale i potenciální rizika a hrozby. Na druhou stranu by měl být NIP co nejméně ovlivněn volebním cyklem. Proto musí být opřený o jasnou metodiku a provázaný se strategickými dokumenty, jakým je zejména Hospodářská strategie ČR. Ta jasně deklaruje směřování státu, jeho vizi, čímž NIP ukotvuje v čase a dává tím všem investorům jistotu dlouhodobého směřování ČR."
| „                   | „Kdo neplánuje, plánuje neúspěch.“ | “ |
| — Benjamin Franklin |                                    |   |

## Obsah Národního investičního plánu (2019)

### Obecné úvodní body
6 Slovo premiéra

8 Je to tady!

10 Ekonomická východiska a možnosti

14 Jak vznikal Národní investiční plán

18 Investiční potenciál resortů

26 Strategické oblasti pro investice

38 Seznam zdrojů

40 Doplňkové tabulky

### Projekty dle jednotlivých ministerstvech

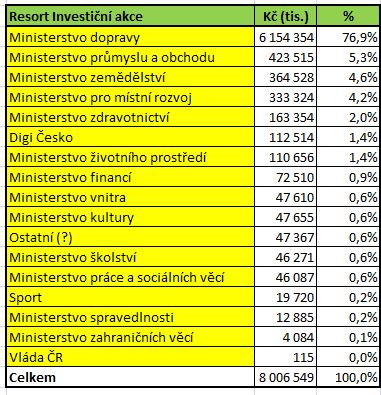
NIP tabulka investic 2020 až 2050 dle ministerstev

Přehled investic dle jednotlivých ministerstvech je uveden na str.18 Národního investičního plánu.

42 Ministerstvo dopravy

60 Ministerstvo pro místní rozvoj

64 Ministerstvo průmyslu a obchodu

68 Ministerstvo životního prostředí

74 Ministerstvo zemědělství

78 Ministerstvo financí

82 Ministerstvo zdravotnictví

88 Ministerstvo práce a sociálních věcí

92 Ministerstvo vnitra

100 Ministerstvo kultury

110 Ministerstvo školství, mládeže a tělovýchovy

116 Ministerstvo spravedlnosti

120 Investice z oblasti sportu

126 Ministerstvo zahraničních věcí

128 Vláda ČR

xxx Ministerstvo obrany – o investicích armády ČR se ze strategických důvodů nemluví, ale bude se do armády investovat stovky miliard

### Projekty dle jednotlivých krajů
142 Regionální pohled na investice – Praha

154 Regionální pohled na investice – Středočeský kraj

162 Regionální pohled na investice – Jihočeský kraj

168 Regionální pohled na investice – Plzeňský kraj

174 Regionální pohled na investice – Karlovarský kraj

180 Regionální pohled na investice – Ústecký kraj

188 Regionální pohled na investice – Liberecký kraj

194 Regionální pohled na investice – Královéhradecký kraj

202 Regionální pohled na investice – Pardubický kraj

208 Regionální pohled na investice – Vysočina

214 Regionální pohled na investice – Jihomoravský kraj

224 Regionální pohled na investice – Olomoucký kraj

230 Regionální pohled na investice – Zlínský kraj

236 Regionální pohled na investice – Moravskoslezský kraj

244 Dopad bez regionálního určení – celá ČR

## Pilíře Národního investičního plánu
Strategické oblasti pro investice navazují na základní mantinely stanovené v Tezích Hospodářské strategie ČR, které schválila vláda – usnesení vlády ze dne 20. 1. 2020
.
Teze Hospodářské strategie nastiňují pilíře, které budou zahrnovat opatření legislativního, administrativního i finančního charakteru:
Pilíř 1: Průmysl, stavebnictví a suroviny

Pilíř 2: Doprava

Pilíř 3: Energetika

Pilíř 4: Vzdělávání a trh práce

Pilíř 5: Podnikání a obchod

Pilíř 6: Výzkum, vývoj, inovace a digitalizace

Pilíř 7: Regiony, krajina a zemědělství

Pilíř 8: Zdraví

## Pět kroků Národního investičního plánu

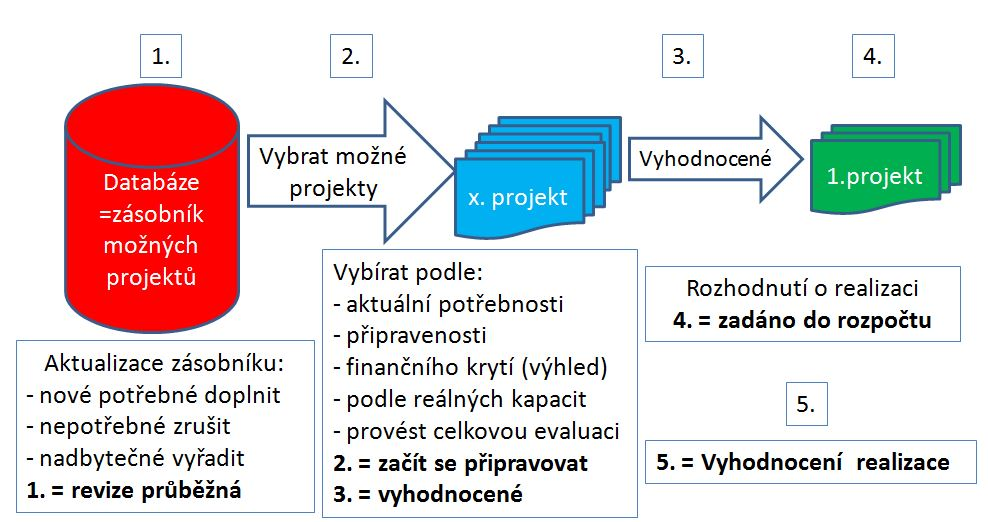
Národní investiční plán ČR pět kroků

Národní investiční plán představuje pracovní materiály. Předložený plán 2019 se mimo obecných preambulí podrobně týká jen 1. kroku.
1. Aktualizace databáze (zásobníku) možných projektů
Jedná se o otevřený plán, který vyžaduje průběžnou revizi:
- doplňovat nové potřebné projekty
- nepotřebné zrušit
- nadbytečné vyřadit

| Rok aktualizace | Počet projektů cca | Celkem Kč |
| --------------- | ------------------ | --------- |
| 2019            | 20 000             | 8 bilionů |
| 2020            |                    |           |
| 2021            |                    |           |

2. Výběr aktuálních projektů

V předstihu vybrat aktuální projekty

Bude vytvořena metodika tohoto výběru

= začít se připravovat

3. Vyhodnocení projektů

Provést celkovou evaluaci projektu.

- investiční náklady

Vybírat podle:

- aktuální potřebnosti

- připravenosti

- finančního krytí (i když ještě není)

- podle reálných kapacit 

Zohlednit i:

- náklady na údržbu

- náklady na provoz

4. Zadání vybraných projektů do rozpočtu

Jedná se o standardní postup běžně používaný.

5. Vyhodnocení skutečnosti

Jak se podařilo projekt v rozpočtu zrealizovat.

## Ohlasy
K tomuto plánu se kriticky vyjádřili někteří odborníci i představitelé politických stran. Přestože předložený Národní investiční plán v roce 2019 představuje zatím první krok, "Zásobník projektů", zveřejněná stanoviska oponentů se většinou týkají třetího a čtvrtého kroku tohoto plánu, což se bude teprve realizovat od roku 2020. Dále proto nejsou uváděny připomínky, které se tohoto prvního kroku plánu netýkají.
Jak uvádí Michal Skořepa, ekonom České spořitelny a člen Výboru pro rozpočtové prognózy: "Poprvé vidíme na jednom místě soupis oblastí, kde vláda a samosprávy vnímají investiční rezervy. Zveřejněný plán tak usnadňuje debatu (expertní, politickou i veřejnou) o prioritách, o vhodném pořadí různých projektů a o jejich návaznostech." Ale dále uvádí co není zatím předmětem tohoto předloženého plánu – kroky 2 a další: "V dokumentu chybí časový a finanční harmonogram – tedy představa o tom, v jakém pořadí budou investice provedeny, kdy a za jaké peníze."
Poslanec za Občanská demokratická strana Petr Beitl jej nazval "paskvilem" a zkritizoval konkrétní chyby u investic ze svého (Libereckého) kraje, zpracování dokumentu (překlepy, číslování) a dále napsal: "strategické plány investic jsou na úrovni měst a krajů vytvořeny. Periodicky se aktualizují, jsou umístěny ve veřejném prostoru a lze z nich čerpat, k čemuž evidentně nedošlo" a též "Takzvaný Národní investiční plán je ubohou karikaturou těchto reálných dokumentů a je dokonalou ukázkou neschopnosti vlády Andreje Babiše".
Stanovisko České pirátské strany: "Mít národní investiční plán je velmi dobrá a v případě dobrého provedení i chvályhodná myšlenka, která by České republice slušela. Nicméně aktuální provedení z pera vlády Andreje Babiše, tak jak bylo dnes představeno, je nedostatečné. [...] Česko potřebuje menší počet kvalitních, ale za to v realitě dotažených projektů, nikoliv další seznam možných investic na papíře"
Vyjádření TOP09 uvádí správně definici tohoto prvního kroku plánu: "Je to seznam snů a přání". Vyjádření lze najít zde
Vyjádření Komunistické strany Čech a Moravy:"Národní investiční plán na 30 let je utopie".
Vyjádření SPD: "Vládní plán investic je ambiciozní soubor požadavků na investice ve všech oblastech a úrovních státní správy."
Kritika je k tomu, že plán obsahuje i projekty, které obce nepožadovaly.